# 12e groupe d'autos-mitrailleuses et autos-canons
Pour les articles homonymes, voir 12e groupe (unité militaire).
Le 12e groupe d'autos-mitrailleuses et autos-canons (ou 12e GAMAC), constitué en octobre 1914, est l'un des 17 groupes d'autos-mitrailleuses et autos-canons, petites unités d'artillerie légère mobile mises à disposition de l'armée française pendant la campagne contre l'Allemagne. Il est définitivement dissous le 15 janvier 1920.

## Création, dénominations et affectations
- Dernier groupe de la première vague de douze groupes d'autos-canons de la Marine créés sur ordre du général Gallieni, gouverneur militaire de Paris (GMP), le 12e groupe, en ordre de marche fin octobre 1914 à Vincennes, reste à la disposition du GMP jusqu'au 22 décembre 1914, date à laquelle il est « envoyé d’extrême urgence » à la 4e armée à Chalons-sur-Marne. Il est alors mis à la disposition du 9e régiment de chasseurs au moins jusqu'à début mai 1915. En août 1915, il apparait dans la composition organique de la 3e division de cavalerie (DC), elle-même affectée au 1er corps de cavalerie.
- Une fois dissous le 19 avril 1916 en tant qu'unité de Marine et reconstitué le lendemain comme groupe d'autos-mitrailleuses et autos-canons de cavalerie il reste organiquement rattaché à la 3e DC jusqu'à la fin des hostilités.
- Durant les phases de combat, le 12e groupe se voit affecté de façon temporaire à différentes unités d'infanterie, de cavalerie, voire d'artillerie, pour de courtes durées, de quelques heures à quelques jours.

## Historique des campagnes et batailles

### Campagne contre l'Allemagne
1914
Le 12e groupe reste stationné à Vincennes en attente d'affectation.
1915
- Établi en cantonnement à Mourmelon dès le 1er janvier, le groupe assure un service de tranchées à Baconnes, à l'est de Reims. Il poursuit ce service jusqu'au 6 avril, à partir de son nouveau cantonnement de Bouzy rejoint le 6 février. Il en part début mai avec le 9e chasseurs pour Ablain-Saint-Nazaire (Pas-de-Calais) où il n'est pas engagé, ce qui amène sa hiérarchie à l'envoyer à Mézerolles (Somme) où il stationne sans emploi jusqu'au 6 juillet. En effet, il n'y pas eu de suites opérationnelles au regroupement temporaire, dit "Groupe Hergault", avec les 5e, 8e, 11e, 15e groupes d'autos-canons de la Marine et la Batterie Drouet, formé le 12 juin en vue de contribuer aux opérations des régiments de cavalerie de corps ou à la protection de convois automobiles de troupes d'infanterie, mais dissous le 24.
- Le 12e groupe est envoyé à Doullens tout début juillet où il stationne jusqu'au 11 septembre avant de gagner Auxi-le-Château pour quelques jours d'où il rejoint à Maizières l'état-major du 3e CC, auquel il est définitivement rattaché.
- À partir du 21 octobre 1915, il participe jusqu'à la fin du mois, à une mission de défense de la voie ferrée Étaples-Abbeville contre les éventuelles attaques d'aéronefs.
- Dès le début novembre, en alternance avec les 2e et 7e groupes, le 12e groupe de Marine est assigné à un centre de défense sur le front sud-ouest d'Arras à Bailleulval.

1916
- À nouveau au repos à Auxi-le-Château en janvier, le groupe reprend un service de tranchées fin janvier sans que l'on sache quand il se termine.
- On le retrouve à Moreuil (Somme) avec la 3e DC le 19 avril, jour où il est dissous au front comme unité de Marine pour être reconstitué le même jour en 12e GAMAC. De là il est envoyé à Marquivillers (Somme) pour un service de tranchées qui se termine la troisième de juin pour laisser le temps à une semaine d'instruction au camp de Crèvecœur. Le groupe cantonne en juillet et début août à Sommereux avant d'être lancé dans la bataille de la Somme, à Buscourt, en compagnie du 2e GAMAC qu'il ne va plus quitter jusqu'à la fin des hostilités.
- De début septembre au 20 novembre, le groupe cantonne dans la Somme puis dans l'Oise pour prendre le 24 novembre un secteur de tranchées au nord de Choisy-au-Bac dans la forêt de Laigue, en binôme avec le 2e GAMAC.

1917
- Le groupe poursuit son service de tranchées dans les boucles de l'Oise jusqu'à la mi-mars pour ensuite passer de stationnements en stationnements dans l'Oise, sans activité réelle jusqu'à fin mai.
- Début juin, le 2e et le 12e GAMAC avancent de quelques kilomètres à la limite des départements de l'Oise et de l'Aisne où ils posent leur cantonnement à Bourguignon. Ils sont chargés en alternance d'un service de tranchées dans le centre de défense de Bernagousse, en basse forêt de Coucy-le-Château. C'est là que le 31 décembre 1917, de nombreux hommes sont victimes d'une intoxication aux gaz toxiques lors d'un bombardement.

1918

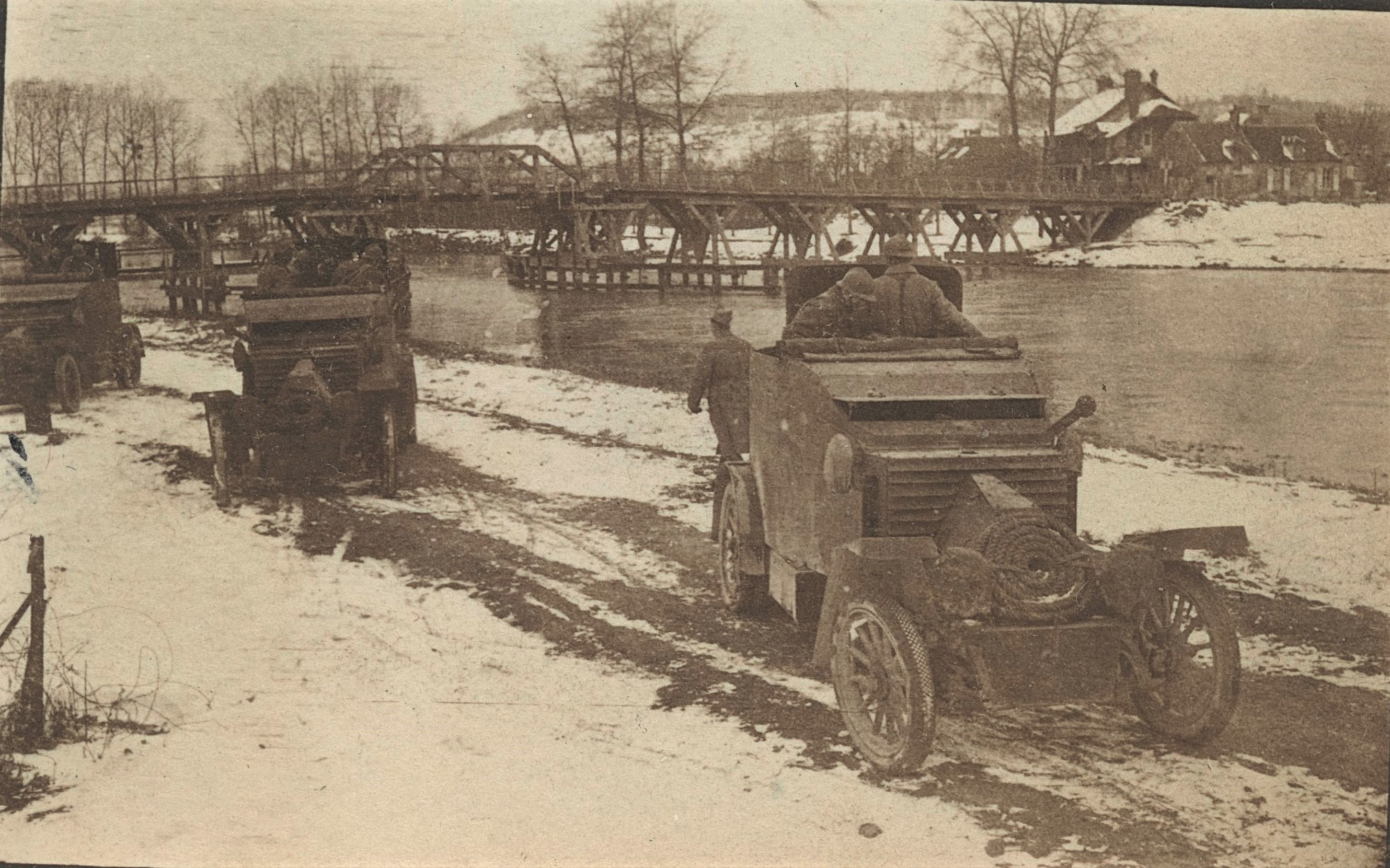
Le 12e GAMAC sur la rive gauche du canal latéral de l’Oise (Petit-Quierzy, 25 mars 1918).

- Après avoir quitté le secteur de Bernagousse le 22 janvier, le groupe s'éloigne du front, cantonne à Audignicourt jusqu'au 22 mars, lorsqu'il est appelé d'urgence en renfort pour la défense de Chauny, sur la canal de l'Oise. Le front est enfoncé et le groupe se replie vers l'Oise. Il passe de cantonnements en cantonnements avant de faire mouvement vers les Flandres belges le 12 avril.
- Le 2e et le 12e GAMAC sont en position de surveillance à la frontière franco-belge dans la région de Houtkerque et La Clyte toute la deuxième quinzaine d'avril, relativement éloignés des rudes combats de la Troisième bataille des Flandres dans légions des Monts où sont engagés les GAMAC du 2e corps de cavalerie[1].
- Puis ils reviennent vers l'Oise où ils font plusieurs étapes avant de vifs engagements sur l'Ourcq, vers Marizy et Neuilly-Saint-Front du 1er au 3 juin 1918. Ensuite, à l'exception d'une dizaine de jours d'engagements AMAC à Fressancourt (Marne) en octobre, les deux groupes restent globalement inoccupés, passant de cantonnement en cantonnement dans les départements de l'Aube et de la Marne, avant de progresser lentement vers la Lorraine. C'est ainsi que l'armistice les trouvent stationnés à Houdelaincourt (Meuse).

### Après les hostilités en France et en Allemagne
1918
Au lendemain de l'armistice, le 12e groupe continue sa lente progression en Lorraine, se trouve le 19 novembre à Metz où il ne participe pas au grand défilé pour la libération de la ville, puis se dirige vers Saarlouis. Dans les premiers jours de décembre il revient en France, passe à Bitche dans les Vosges pour gagner le sud de la Rhénanie-Palatinat, stationner à Pirmasens puis à Annweiller jusqu'à la fin de l'année.
1919
- Le 12e groupe reste à Annweiler jusqu'à début février 1919 avant de rejoindre Worms pour un stationnement de plusieurs mois.
- Il passe ensuite les mois de juillet et août à Stockstadt avant de revenir à Worms en septembre. C'est de là que le 3 novembre 1919, il est dirigé sur son cantonnement définitif à Strasbourg où il est dissous à la fin de l'année.

## Commandants du12egroupe
- Période Marine[2].
  - Enseigne de vaisseau de 1re classe Joseph Colson (fin octobre 1914 - 25 mars 1916) qui commande également la 23e section.
  - L'enseigne de vaisseau de 1re classe Henri Tardy commande la 24e section du 1er octobre 1914 au 1er mars 1916.
- Période Cavalerie[3].
  - Lieutenant Albert Despierre, par intérim au départ de l'EV Colson, puis en plein exercice lorsque le groupe est reconstitué en GAMAC et au plus tard jusqu'au 14 avril 1917 lorsqu'il passe au 2e régiment de hussards
  - Capitaine Jacques Chalmeton du Croÿ à partir du départ du Lt Despierre, probablement avril 1917, jusqu'en février 1918.
  - Capitaine Charles Walbaum (février 1918 - 15 décembre 1918).
  - Capitaine Émile Colonna de Giovellina (15 décembre 1918 - 15 janvier 1920). Il prend ensuite le commandement du 14e GAMAC.

## Pertes du groupe en opérations
Les travaux sur le 12e groupe ne mentionnent pas un état précis des pertes, blessés, morts après blessures ou maladies, tués, d'octobre 1914 au 11 novembre 1918. Ils ne permettent de dresser que la liste ci-dessous. Ces hommes ne sont probablement pas les seules victimes des opérations de cette unité, en particulier celles qui pour tous les groupes d'autos-mitrailleuses se révèlent les plus meurtrières, à savoir les « actions AMAC », engagements brefs (de quelques heures à 3 jours) et violents qui exploitent toutes les qualités de ce type d'unité : mobilité, puissance de feu, audace et compétence des hommes.
| Grade                  | Nom                | Date de blessure/décès/disparition | Circonstance |
| ---------------------- | ------------------ | ---------------------------------- | ------------ |
| Ingénieur de 3e classe | Maurice Gayet      | Blessé évacué le 25 février 1916   | Tranchées    |
| Soldat                 | Jean Bauguen       | Blessé le 26 février 1917          | Tranchées    |
| Maréchal-des-Logis     | Louis Ducoudercq   | Blessé le 26 février 1917          | Tranchées    |
| Maître-pointeur        | Pierre E. Lamaison | Intoxiqué aux gaz le 5 avril 1918  | Tranchées    |

## Distinctions et décorations
Le 12e groupe d’autos-mitrailleuses est cité à l’ordre de la 5e armée du 28 septembre 1918 :

« Le 12e groupe d’autos-canons et d'automitrailleuses avec 2 sections aux ordres des lieutenants de la Brosse et de Gressot a fait preuve au cours de la période du 16 au 20 juillet 1918 d'un entrain et d'une ardeur remarquables, attaquant avec une bravoure sans réserve en avant de l'infanterie, lui facilitant ses liaisons et lui fournissant les renseignements les plus utiles sur la situation ennemie. Dans la journée du 17 juillet, précédant l’infanterie au cours d'une contre-attaque, a réussi à capturer 60 prisonniers. »

## Personnalités ayant servi au sein du groupe
- Jacques Chalmeton de Croÿ (1883-1970), capitaine, descendant d'une ancienne famille de la noblesse française dont le patronyme a été donné à la caserne du 27e régiment de dragons à Versailles, unité de rattachement administratif des GAMAC, époux de Germaine Bouloumié, héritière de la Société des Eaux de Vittel.
- Charles de Gressot (1885-1966), lieutenant, fils du général Xavier de Gressot, dont le nom a été donné à une rue de Wissous (Essonne).
- Luc Olivier Marie Guillet de la Brosse (1888-1952), lieutenant, membre d'une des familles subsistantes de noblesse française.
- Maurice Marie Auguste Ferdinand de Leusse (1890-1921), lieutenant, apparenté à la plus haute aristocratie parisienne, chasseur de grands fauves, il meurt assassiné par des bandits en Éthiopie en décembre 1921.
- Charles Auguste Walbaum (1873-1957), capitaine, membre d'une lignée d'industriels viticoles champenois, fils d'Henri Walbaum, créateur de la maison de champagne Champagne Heidsieck & Co Monopole.

## Le journal de tranchéesTaca Tac Teuf Teuf

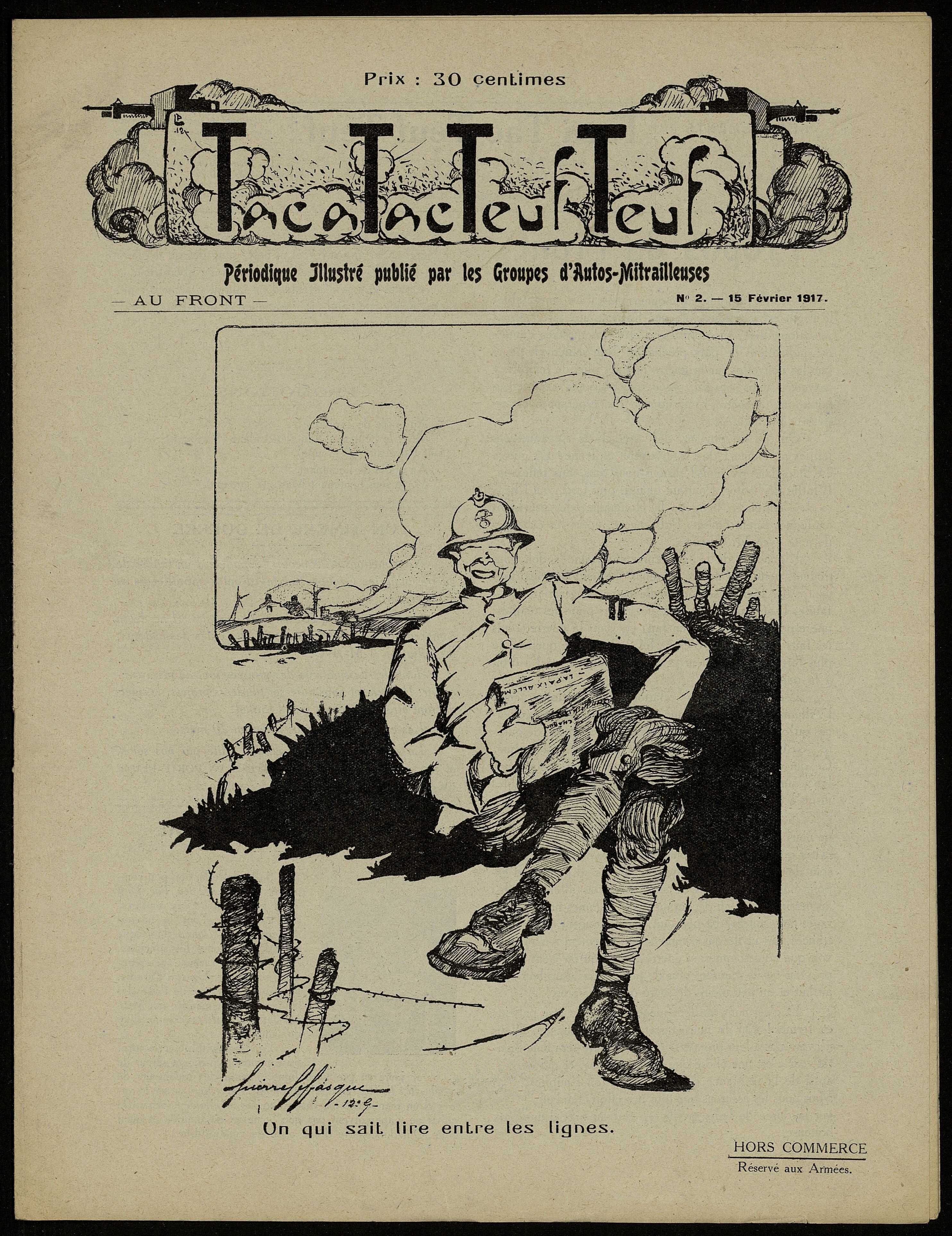
La Une de TTTT
n°2 février 1917

À l'automne 1916, deux hommes du 12e GAMAC, Édouard Sené, ancien mitrailleur récemment promu maréchal-des-logis, syndicaliste et journaliste dans le civil, et le jeune Pierre E. Lamaison, maître-pointeur, ouvrier imprimeur dans le civil, illustrateur autodicacte, lancent l'idée d'un journal de tranchées pour les groupes d'autos-mitrailleuses. Cette proposition, très favorablement accueillie par leur commandant, le lieutenant Despierre, leur permet de sortir le premier numéro du journal en janvier 1917. Ils n'ont pas de difficulté à recruter dans d'autres groupes des contributeurs de talent, tant dans le domaine rédactionnel que pour les illustrations. D'une part, du fait de leur recrutement exclusif d'inaptes au combat les groupes d'autos-mitrailleuses agrègent des compétences et des origines sociales très variées, d'autre part ces petites unités manœuvrent et/ou cantonnent souvent ensemble, ce qui permet de nouer des liens d'amitié entre hommes de même sensibilité.
La publication cesse avec le neuvième numéro daté de mai 1918. Depuis la mi-avril, le 12e groupe, comme ses homologues, est pris dans la tourmente des actions défensives à divers endroits du front. Il participe ensuite aux contre-offensives alliées. De plus P. E. Lamaison, gazé a été évacué et muté dans l'aviation et tous les contributeurs sont désormais dispersés et n'attendent plus que la victoire.

## Matériels
- Lors de sa constitution

En tant que groupe d'autos-canons de la Marine, le 12e groupe est équipé de six autos-canons sommairement blindés, construits sur un châssis Peugeot torpédo type 146, de 1913, muni de son moteur 18 HP et de quatre autos-mitrailleuses Renault ED, type 1914, dotées d'une faible protection blindée, munies du même moteur.
- Dotation en blindés modèles 1915

Le 12e groupe reçoit les nouveaux modèles d'autos-canons à l'épreuve de la balle perforante allemande (dite balle S) le 10 février 1915. Les autos-mitrailleuses blindées modèle 1915 sont livrées en mai 1915.
- Dotation en autos-mitrailleuse-canon White TBC

Dissous fin décembre 1919, le groupe n'a probablement pas été doté des nouvelles autos-mitrailleuse-canon construites selon les dessins et brevets de MM de Ségur et Lorfeuvre sur des châssis américains White TBC. 
- Autres véhicules

Initialement doté de deux camions de ravitaillement un Peugeot et un Schneider, le groupe reçoit deux camions supplémentaires Mors en juin 1915. À cette date il dispose aussi de deux voitures de liaison, une Delaunay-Belleville et une Dietrich.